# Gdańska Galeria Miejska
Die Gdańska Galeria Miejska (GGM) (deutsch Danziger Städtische Galerie) ist die seit 2009 bestehende Galerie der Stadt Danzig. Die Kultureinrichtung umfasst die Ausstellungsräume GGM1, GGM2 und 4G – Gdańska Galeria Güntera Grassa (Danziger-Günter-Grass-Galerie) sowie das „Dom Daniela Chodowieckiego i Güntera Grassa“ (auch DChiG; Daniel-Chodowiecki-und-Günter-Grass-Haus), das bis 2023 zu einem Kulturzentrum umgebaut wird.

## Programm
Die Gdańska Galeria Miejska präsentiert und fördert die Arbeit von Künstlern, die mit Danzig oder seiner Metropolregion in Verbindung stehen. Ein Schwerpunkt ist die Danziger Kunst der letzten 30 bis 40 Jahre. Auch Berührungspunkte zwischen Literatur und bildender Kunst sollen aufgezeigt werden. Zum Programm gehören Einzel- und Sammelausstellungen, Konzerte und andere Veranstaltungen. Zu ihren pädagogischen Aktivitäten gehören auch Workshops. Der Eintritt zu den meisten Veranstaltungen ist frei.

## Grassomania und Narracja
Die Gdańska Galeria Miejska ist Veranstalter des jährlichen Kunstfestivals Grassomania, das 2019 in der elften Auflage stattfand.
Sie ist Mitveranstalter des internationalen Kunstprojekts Narracja – Installationen und Interventionen im öffentlichen Raum, das seit 2009 jährlich im November stattfindet. Es ist ein Festival für Lichtkunst, visuelle Installationen und Videoprojektionen. Gründungskuratorin des Ausstellungsformats ist Bettina Pelz, die auch die beiden folgenden Jahre kuratierte.

## Standorte
Die vier Standorte der GGM befinden sich im Stadtbezirk Śródmieście (Innenstadt). Die ersten drei in der Rechtstadt, dem touristisch und historisch wichtigsten Stadtteil von Danzig. Das Kulturzentrum liegt in der benachbarten Danziger Altstadt.
- GGM1 in der ulica Piwna 27/29 zeigt vor allem aktuelle Trends der zeitgenössischen Kunst und die Arbeit junger Künstler im polnischen und internationalen Kontext. Das Format „Głęboka woda“ (deutsch Tiefes Wasser) präsentiert jährlich die prämierten Arbeiten der Absolventen der Danziger Akademie der bildenden Künste.  Kuratorinnen sind Maria Sasin und Gabriela Warzycka-Tutak.
- GGM2 in der ulica Powroźnicza 13/15 legt einen Schwerpunkt auf die Gegenwartskunst ausländischer Künstler. Ein alle zwei Jahre gezeigtes Format ist die Gdańskie Biennale Sztuki, die umfassendste Rezension der Arbeiten von Künstler aus der Woiwodschaft Pommern darstellt. Kurator ist Andrzej Zagrobelny.
- 4G im Eckgebäude ulica Szeroka 34–37/Grobla I 1/2 zeigt und sammelt Aquarelle, Zeichnungen und Skulpturen des Literaturnobelpreisträgers Günter Grass (1927–2015), von denen 140 Werke in ihrem Besitz sind. Präsentiert werden aber auch die Werke junger Künstler. Die Galerie veröffentlicht zwei Reihen zu Grass, die erste zu seinem künstlerischen Schaffen, die zweite zu seinem literarischen Werk. Leiterin und Kuratorin ist Marta Wróblewska.[1] Vor dem Eingang steht die Skulptur Butt im Griff von Grass.
- DChiG (Dom Chodowieckiego i Grassa) in der ulica Sieroca 6 ist nach Daniel Chodowiecki (1726–1801) und Günter Grass (1927–2015) benannt und befindet sich im 1699 erbauten ehemaligen Spend- und Waisenhaus. Das denkmalgeschützte Gebäude soll von 2020 bis 2023 eine umfassende Sanierung und Neugestaltung erfahren. Seine Wiedereröffnung als internationales und interdisziplinäres Kulturzentrum ist für Oktober 2023 geplant.

## Publikationen (Auswahl)
- G – Günter Grass kolekcja / Gdańska Galeria Miejska. GGM, Gdańsk 2016. ISBN 978-83-940491-7-1.
- Günter Grass kolekcja plus (Katalog). GGM, Gdańsk 2017. ISBN 978-83-946734-4-4.
- Marta Wróblewska: Grass a Kaszuby/i = Grass a Kaszëbë/Kaszëbi = Grass and Kashubia/ns  (Katalog). GGM, Gdańsk 2017. ISBN 978-83-946734-6-8.
- Willy Brandt i Günter Grass korespondencja. GGM, Gdańsk 2018. ISBN 978-83-946734-6-8.